# علی نژاد
علی‌نژاد (انگلیسی: Ali Nejad؛ زادهٔ ۲۵ فوریهٔ ۱۹۷۸) مجری تلویزیون متولد ایران و ساکن آمریکا است. او در اردیبهشت ۱۳۹۳، در شبکه HLN شروع به کار کرد و مجری برنامه The Daily Share این شبکه شد. او همچنین تهیه‌کننده و مجری برنامهٔ استریم آنلاین خود به نام، زندگی اجتماعی است.
علی نژاد به خاطر گزارش‌های خود در مورد سری مسابقات جهانی پوکر شناخته می‌شود.